# Пасленка
Пасле́нка (пол. Pasłęka) — річка в Польщі, яка витікає з Ґданьського озерного краю і Мазурських озер. Довжина — від 169 км до 211 км. Впадає у Віслинську затоку. Площа — 2295 км². Витік розташований поблизу міста Ольштинек на висоті 156 м над рівнем Балтійського моря. Протікає через місто Бранєво. На річці побудовано кілька гідроелектростанцій.

## Назва
- Пасса́рге, або Пасса́рга (нім. Passarge) — традиційна німецька назва.
- Пасленка (пол. Pasłęka) — сучасна польська назва; використовується з 1949 року замість німецької.

## Розташування
Вся річка розташована в межах природного заповідника «Притулок бобрів на річці Пасленка». Пасленка є одною з двох найбільших річок Вармії (історичної області Пруссії).

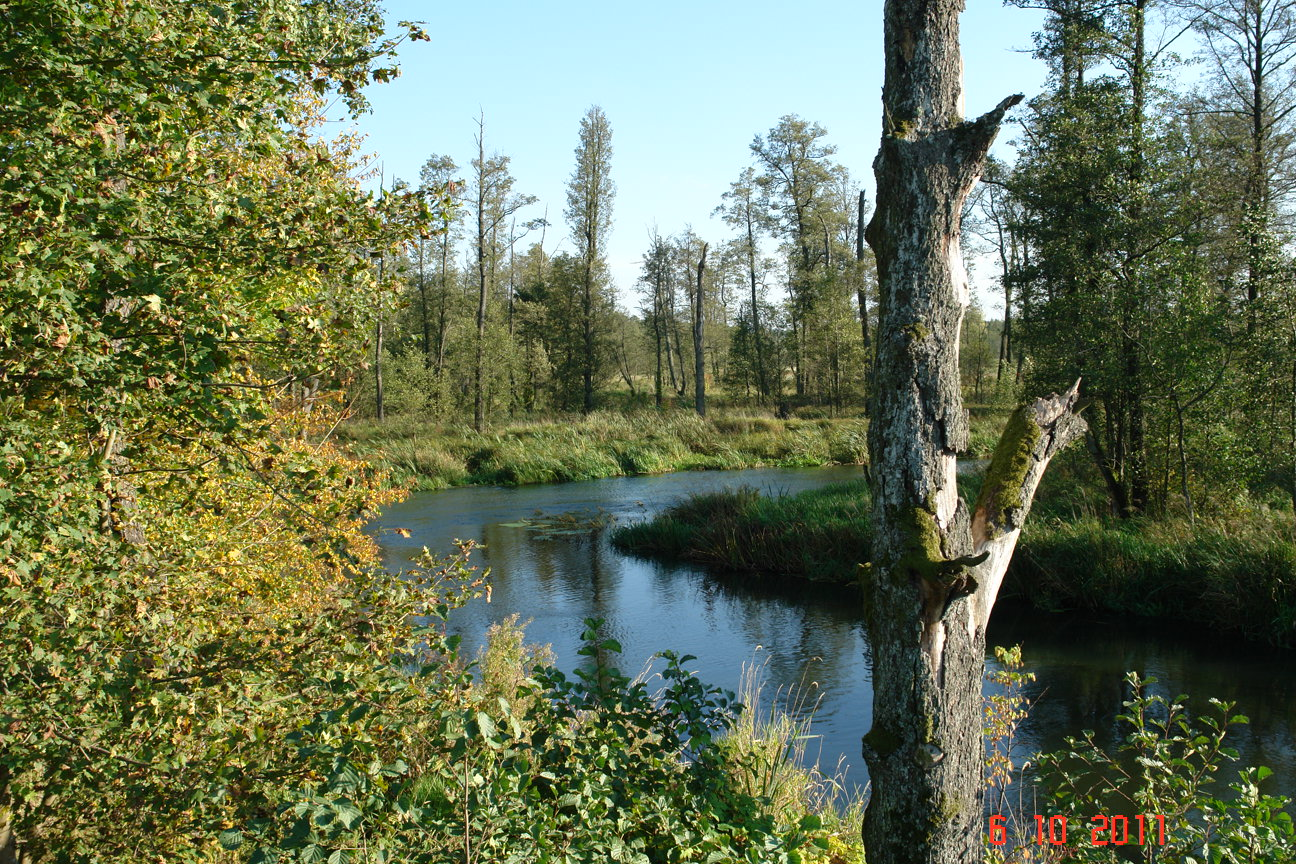
Пасленка

## Якість води
У 2007 році відбулася оцінка якості води, яким було встановлено, що вода річки Пасленка належить до IV класу чистоти.

## Притоки
- Стара Пасленка
- Валша
- Гілва
- Єміловка
- Моронг
- Мілакувка.

Пасленка протікає через 4 озера: Вимуй, Саронг, Лєнгути, Ісонг.